# اونق‌یلقی علیا
اونق‌یلقی علیا، روستایی در دهستان آق‌التین بخش مرکزی شهرستان آق‌قلا استان گلستان ایران است.
مردم این روستا از نژاد ترکمن بوده و سالها در همزیستی با اقوامی همچون بلوچ و زابلی و فارس و کرد و غیره به سر می‌برند.
مردم دوستی و مهمان نوازی در اوج تنگدستی از ویژگیهای بارز مردمان این روستاست.
در این روستا کارگاه های مبل و چوب زیادی وجود دارد و به همین واسطه در سال 1399 به روستای بدون بیکار معروف شد و به دهکده چوب نیز معروف است.
در حال حاضر خدر یلقی دهیار روستا می‌باشد. این روستا از شمال به روستای اونق‌یلقی سفلی و از جنوب‌شرقی به شیخ تپه و همچنین از شمال‌شرقی به روستای عطاآباد ارتباط دارد. بیش از 20 کارگاه تولید مبل و چوب در این روستا مشغول به کار می‌باشند.

## جمعیت
بر پایه سرشماری عمومی نفوس و مسکن در سال ۱۳۹۵ جمعیت این مکان ۱٬۵۳۹ نفر (۴۰۳خانوار) بوده‌است.